# Xã Atlas, Quận Pike, Illinois
Xã Atlas (tiếng Anh: Atlas Township) là một xã thuộc quận Pike, tiểu bang Illinois, Hoa Kỳ. Năm 2010, dân số của xã này là 563 người.